# Guamral
De guamral (Hypotaenidia owstoni, synoniem: Gallirallus owstoni) is een vogel uit de familie  van de rallen (Rallidae). Het is een in het wild uitgestorven, endemische  vogel op Guam, een Oceanisch eiland, onderdeel van de regio Micronesië. In 1987 stierf de vogel uit; er bleef echter een kleine populatie achter die zich in gevangenschap voortplant. Met wisselend succes wordt sindsdien geprobeerd de vogel in het wild te introduceren op kleine eilandjes in de buurt.

## Kenmerken
De vogel is 28 cm lang, ongeveer zo groot als een gewone waterral (Rallus aquaticus). Deze ral heeft een kortere, maar stevige snavel en mist het vermogen te vliegen, maar kan wel hard rennen. Van boven is de vogel chocoladebruin met een opvallende grijze wenkbrauwstreep. De nek en het bovenste deel van de borst zijn egaal grijs, de rest van de borst en de buik tot aan de poten is zwart-wit gestreept. De poten zijn geelbruin en de ogen zijn bruin.

## Verspreiding en leefgebied
Deze soort was endemisch in Guam. Tot omstreeks 1960 was het een veel voorkomende vogel in natuurlijk bos, gebieden met struikgewas, grasland, varenvegetaties en akkergebied, opvallend genoeg niet in drasland. De vogel foerageerde op slakken, gekko's, graszaden en ander plantaardig voedsel.

## Status
In 1981 werd de wilde populatie nog geschat op ongeveer 2000 individuen, maar daarna zette een snelle daling in door predatie door de invasieve bruine nachtboomslang (Boiga irregularis). In 1987 werden zo veel mogelijk overgebleven vogels gevangen en daarmee werd verder gefokt. In 2011 was de grootte van de populatie in gevangenschap ongeveer 160 vogels, die gehouden worden in speciale kooien op Guam en in 15 verschillende dierentuinen in de Verenigde Staten. Een poging om de ral op Guam te herintroduceren mislukte. Er zijn nu pogingen om zichzelf in stand houdende populaties te laten ontstaan op een klein eilandje, Cocos Island in het zuiden van Guam en op Rota,  70 km hemelsbreed ten noordoosten van Guam. De populatie op Cocos Island plant zich nu voort in het wild en daarom staat deze soort niet meer als in het wild uitgestorven op de Rode Lijst van de IUCN, maar (omdat het eiland zeer klein is en voortdurend beheer vereist is) als ernstig bedreigd (kritiek).